# Bus électrique
Pour les articles homonymes, voir bus et Bus (électricité).

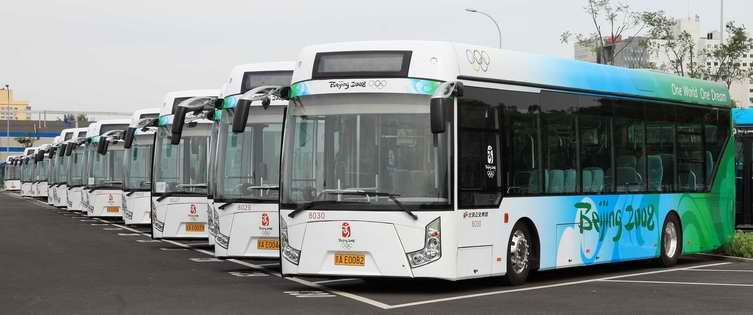
Flotte d'autobus électriques à Pékin pendant les Jeux olympiques de 2008

Un bus électrique est un véhicule de type autobus qui fonctionne grâce à l’énergie électrique pour assurer un service de transport de voyageurs.
Il se distingue du trolleybus et du gyrobus par le fait qu’il est indépendant de tout circuit d’alimentation (type caténaire) et possède sa propre réserve d’énergie, sous forme de batteries embarquées (à distinguer des gyrobus qui stockaient l'énergie grâce à un volant d'inertie).

## Histoire

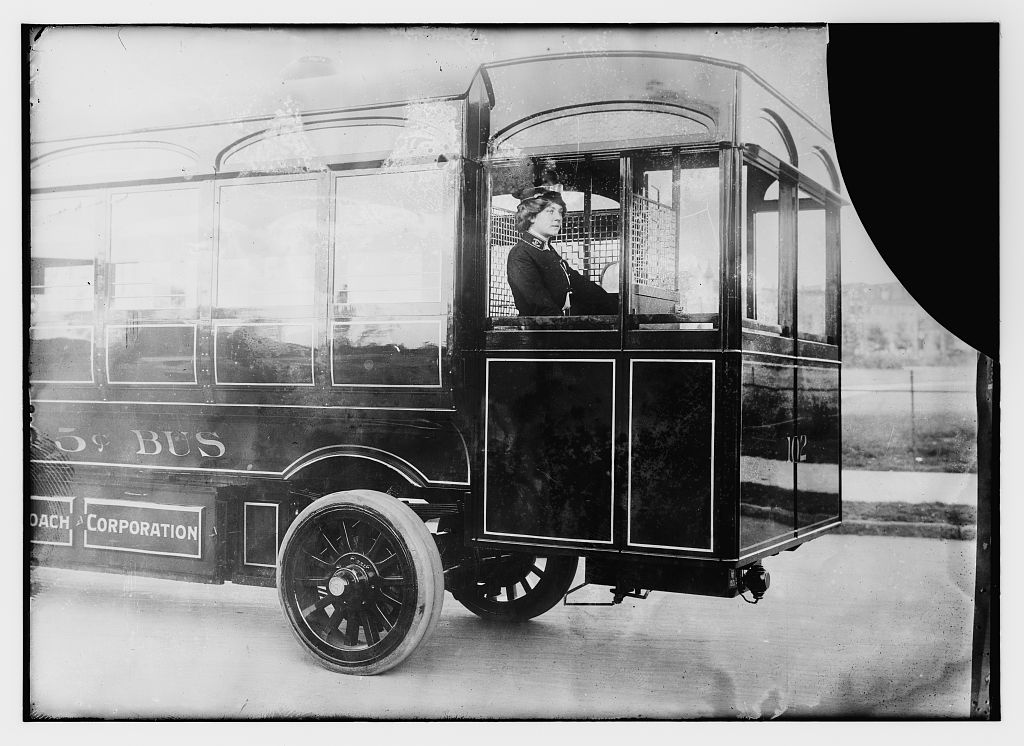
Bus électrique de Thomas Edison (1915).

En 1915, l'industriel américain Thomas Edison présente un bus électrique munis de lourdes batteries. L'inventeur du phonographe, du cinéma, et de bien d'autres objets, mais aussi l'un des initiateurs du développement industriel de la lampe à incandescence, a foi en l'électricité « domestique ». Mais ce bus ne sera qu'un prototype sans suite.[réf. souhaitée]
La technique de traction électrique pour les véhicules routiers ayant été délaissée par le passé, les bus électriques avec batteries font leur apparition au début des années 1990 pour proposer une technologie plus propre sur son lieu d'utilisation et ainsi se démarquer des véhicules thermiques - majoritaires dans le trafic - qui présentent généralement un bilan carbone plus important,,.

Autobus scolaire LionC de Lion électrique, 2024.

### Trolleybus et gyrobus

Schéma d'un trolleybus

Les trolleybus font leur apparition progressive dans les années 1900   et continuent d'exister aujourd'hui, dans une moindre mesure cependant. Plus flexible que le tramway qui est contraint de suivre un rail, le trolleybus, grâce à ses pneumatiques et un système de batterie d'urgence (trolleybus bi-modes ou batteries), peut dévier de son itinéraire et être géré plus facilement. Le trolleybus induit cependant un coût plus important en infrastructure car son exploitation nécessite une ligne aérienne à contact bi-filaire.
Pour maximiser l'autonomie des trolleybus, différentes techniques furent inventées : le gyrobus d'une part (stockage temporaire de l'énergie par volant d'inertie) et les trolleybus bi-modes.

### Bus hybrides

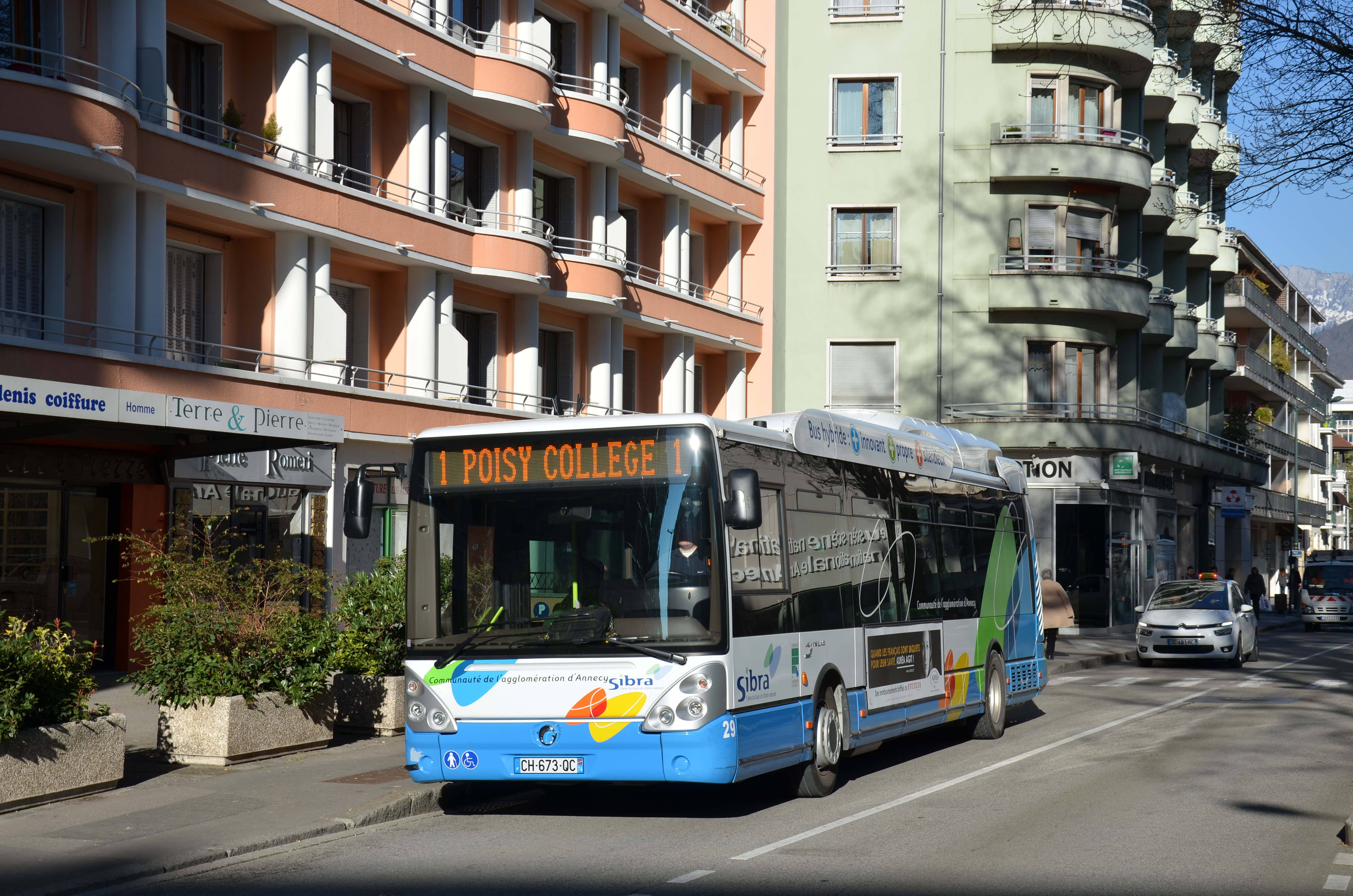
Un autobus hybride, à Annecy.

À la fin des années 1990, la technologie électrique est graduellement intégrée à des véhicules autonomes. Des véhicules plus propres que les bus Diesel classiques et plus indépendants que les trolleybus ont été développés : c'est l'apparition des bus hybrides. Ces véhicules combinent deux moteurs, un électrique et un thermique, pour permettre une utilisation plus optimale du carburant (économies de 10 à 30 %). Cependant bien qu'ils utilisent la technologie de traction électrique et de récupération de l'énergie cinétique (voire pour certains un stockage de l'énergie dans des batteries qu'on appelle alors véhicule hybride rechargeable), ils fonctionnent grâce au carburant à la différence du bus électrique dont la source d'énergie est uniquement l'électricité.

### Bus électriques autonomes

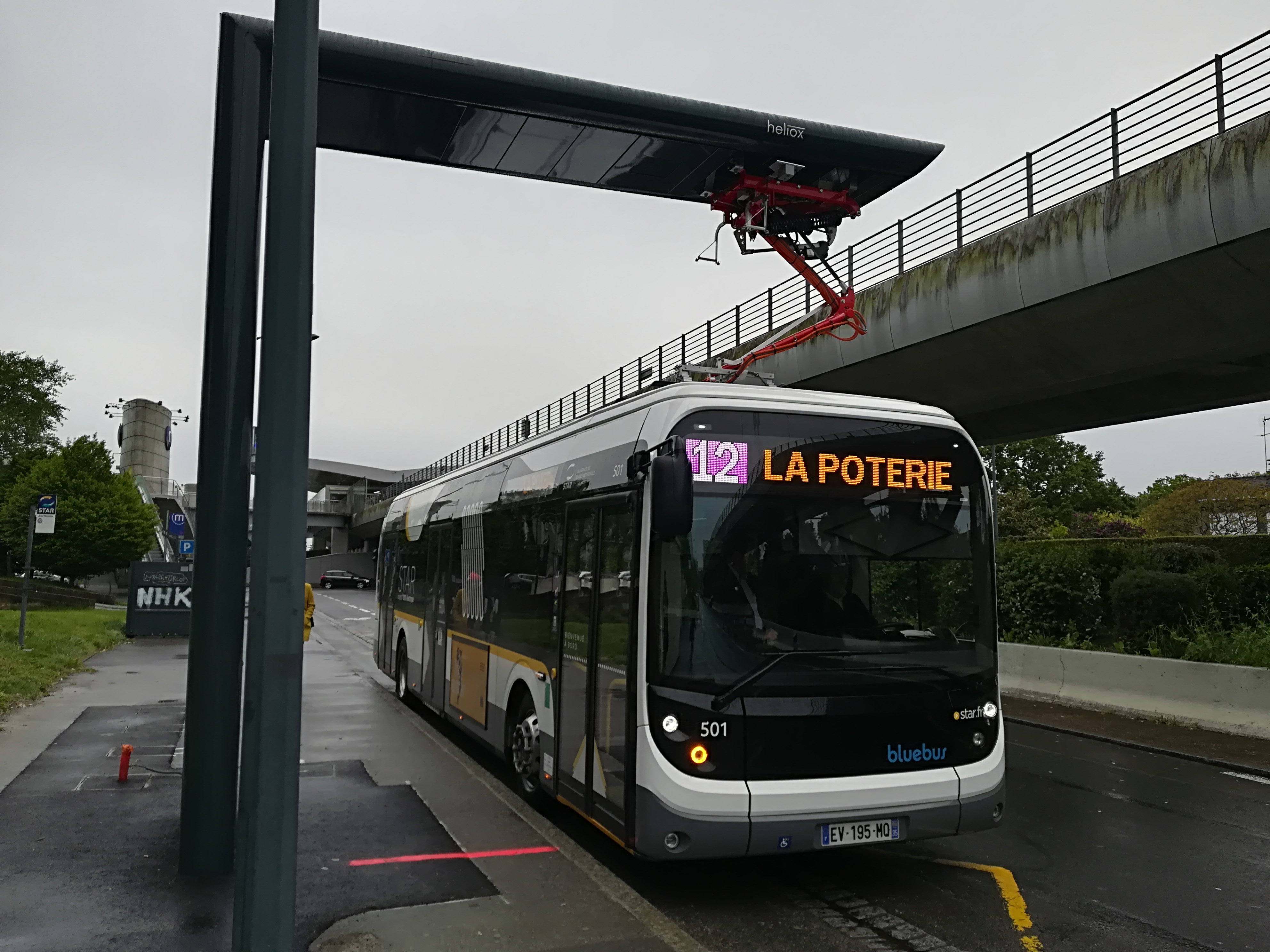
Bus électrique en service commercial sur le réseau Star de Rennes.

Aujourd'hui, les bus électriques autonomes sont en développement et certains constructeurs (Power Vehicle Innovation, Renault Trucks, etc.) sont en mesure de proposer des autonomies suffisantes pour permettre à des exploitants d'assurer un service de transport urbain sans contraintes d'infrastructure[réf. souhaitée].
Les bus alimentés par des supercondensateurs (ligne Tosa de Genève) représenteraient un coût d'investissement inférieur à celui d'une ligne de trolleybus, de l'ordre d'un million d'euros le km.

## Technologie
Les bus électriques fonctionnent sur le même principe que les bus thermiques, c'est-à-dire grâce à une chaine de traction fonctionnant avec un moteur électrique qui est alimenté par des batteries (le stockage d'énergie est adapté à l'électricité par l'utilisation de batteries d'accumulateurs au lieu du réservoir de carburant des véhicules thermiques). La puissance obtenue avec les moteurs électriques permettent des vitesses suffisantes à l'utilisation urbaine (plus de 70 km/h).

### Batteries

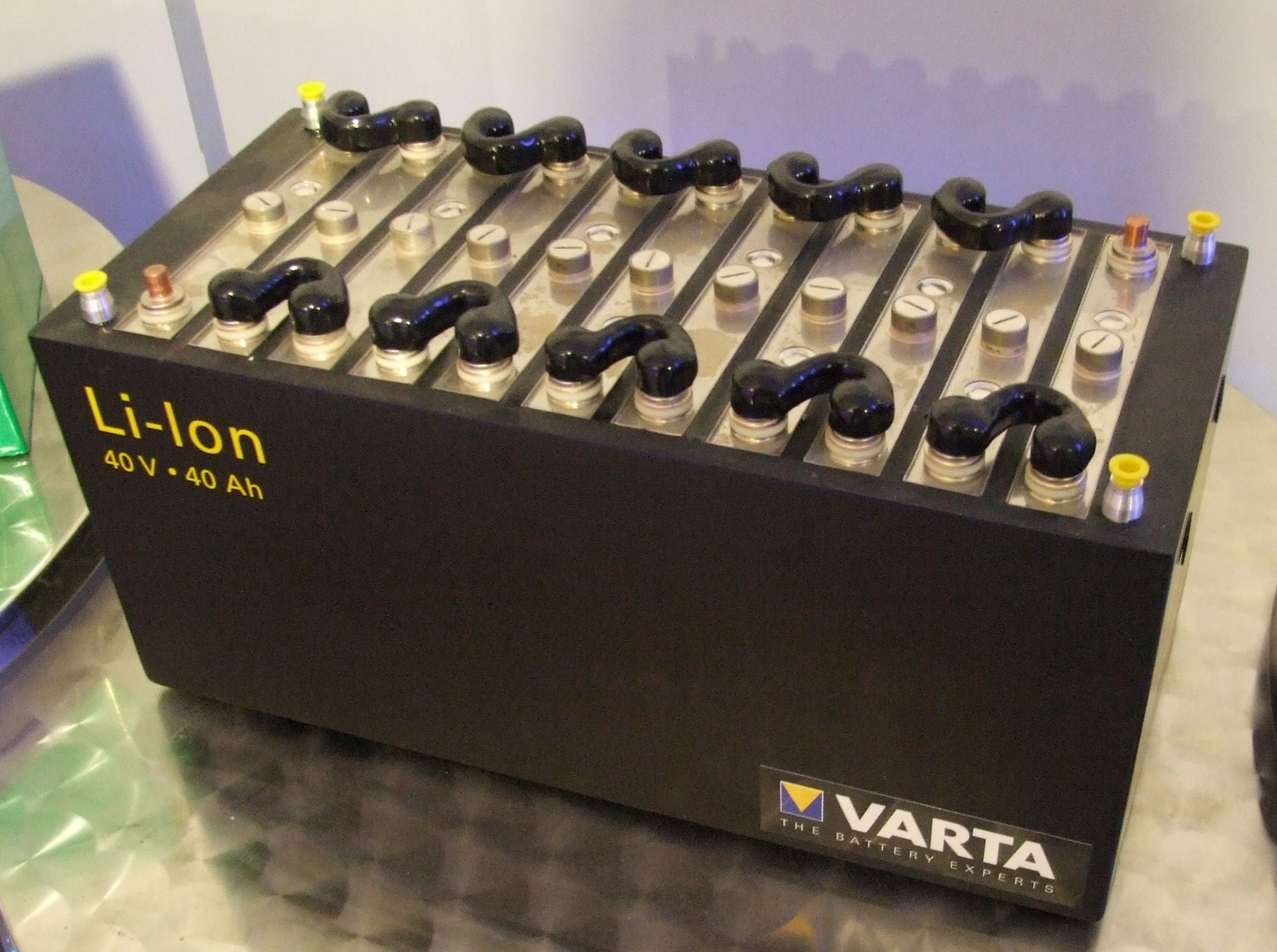
Une batterie lithium-ion

Du point de vue du stockage de l'énergie, c'est essentiellement la technologie des batteries qui a évolué au niveau de la recherche (particulièrement les batteries lithium-ion à la densité massique plus élevée). Aujourd'hui, cette technologie permet une utilisation viable des modèles contemporains et l'essor du bus électrique en plus de la prise de conscience de l'impact environnemental des véhicules classiques de transport en commun. Bien qu'elles occupent plus de place qu'un réservoir de carburant, les batteries peuvent aujourd'hui, en occupant une place assez raisonnable pour qu'on ne la remarque pas, assurer une autonomie de plus de 100 km aux bus électriques.[réf. nécessaire] Cette autonomie est notamment améliorée grâce à un système de récupération de l'énergie cinétique pendant les phases de décélération ou de freinage, récupération pouvant atteindre un seuil de 20 %. Comparée à la technologie Diesel, le rendement énergétique des véhicules électriques est globalement d'environ 90 %, contre 40 % pour les véhicules à essence.

### Connecteur de charge
Un standard de connecteur pour la recharge de véhicules électriques des catégories D, D1E, DE, est en cours de développement et devrait devenir le connecteur mondial pour les bus électriques ainsi que pour les camions électriques et avions électriques. Ce connecteur est dénommé MCS (Megawatt Charging System).

### Rétrofit
La conversion d'un bus à essence ou diesel en bus électrique coûte entre 250 000 et 300 000 € alors que l'achat d'un bus électrique neuf coûte entre 500 000 et 650 000 €. De plus, l'opération de conversion dure seulement deux mois alors que les délais de livraison d'un bus neuf atteignent souvent un an. Une étude de l'ADEME montre que le choix d'un autobus converti plutôt qu’un modèle électrique neuf réduit de 37 % les émissions de gaz à effet de serre sur l’ensemble du cycle de vie, et par rapport au choix d'un bus diesel le gain d'émissions atteint 87 %.

## Avantages

### Avantage environnemental
À l'utilisation, un bus électrique n'émet aucun gaz à effet de serre. La production d'électricité engendre des émissions de gaz à effet de serre en fonction de la manière dont l'électricité est produite : le bilan carbone d'un bus électrique n'est donc pas nul, mais est selon l'ADEME la solution pour laquelle les contributions aux impacts environnementaux sont les plus faibles.
Un bus électrique ne fait que très peu de bruit par rapport au bus thermique et pourrait donc s'il était généralisé améliorer la qualité de vie des milieux urbains en diminuant la pollution sonore des véhicules de transport en commun.

### Adaptation au paysage urbain
Les avantages écologique et environnemental combinés permettent aux bus électriques d'être discrets et propres. Ces caractéristiques ont ainsi souvent été retenues pour un usage en ville : nombreux sont les autobus électriques de petite taille à être utilisés en centre-ville dans les zones d'habitation et les rues étroites fréquentées par les piétons.

### Aspects économiques
L'énergie électrique revient moins cher à la consommation que le carburant, une recharge d'un bus électrique de petite taille revient à 2 euros.[réf. nécessaire]. Cependant le coût des bus électrique varie beaucoup suivant les type des bus: Trolleybus, bus à condensateurs, Gyrobus, Hybrides.. Certaines études évaluent toutefois le coût d'un bus électrique à batterie comme représentant un coût d'investissement et de fonctionnement 5 à 10 fois plus élevé qu'un trolleybus.

## Inconvénients

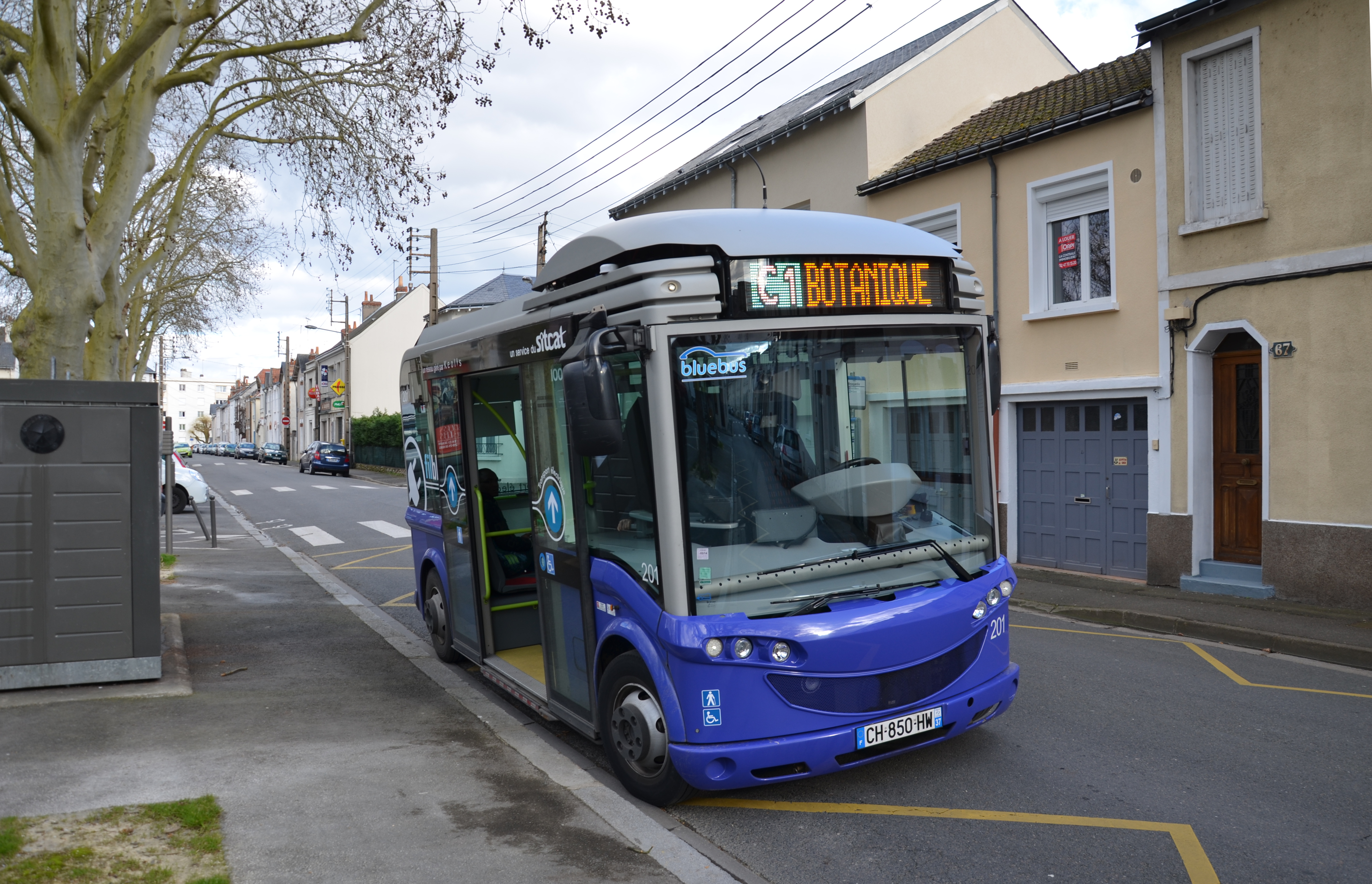
Minibus électrique à Tours, en France.

### Autonomie
L'autonomie n'est pas encore aussi importante que celle des véhicules thermiques. Cependant, si l'autonomie inférieure des batteries pour les véhicules électriques semble une limite technologique à l'utilisation de véhicule électrique pour un usage individuel, l'application de véhicule électrique pour des parcours d'autobus est plus rationnelle : on connait à l'avance la longueur du trajet, le point de départ, le point d'arrivée et des calculs d'installation peuvent facilement être fait en conséquence. De plus, les recherches menées en la matière se poursuivent, d'une part pour améliorer l'autonomie des batteries, et d'autre part pour rendre le rechargement des batteries plus rapide grâce à des supercondensateurs.

### Infrastructure
Les points de recharge de bus électriques reposent sur des technologies propriétaires empêchant de bénéficier de l'interopérabilité entre les différentes solutions de chaque constructeur, entrainant une dépendance envers l'entreprise choisie pour la première installation et donc pouvant rendre le renouvellement de la flotte de bus très onéreux.[réf. nécessaire]

### Coût
Les bus électriques représentent un investissement à l'achat (plus cher qu'un autobus thermique type Diesel[réf. nécessaire]) bien que les économies en matière de consommation d’énergie puissent suivre : le prix de l'électricité étant globalement moins élevé que celui du carburant (à cause de la TIPP) et le rendement énergétique meilleur.
Ainsi, à titre de comparaison, le coût d'exploitation d'un trolleybus, est inférieur à celui d'un tramway, dont le coût est lui-même au moins inférieur de moitié  à celui d'un bus diesel.

## Utilisation actuelle

### Dans le monde
Ces véhicules sont autant utilisés en remplacement des bus thermiques traditionnels qu'en complément, pour permettre des déplacements de courte distance dans des endroits moins accessibles aux plus gros véhicules (centre-ville, rues étroites, zone piétonne). Pour cela on peut les retrouver dans différentes tailles : minibus, midibus, autobus, navette.
| Type                                                     | 2010  | 2015  | 2018  | 2019  | 2020  | 2021  | 2022  | 2023  | 2024  |
| -------------------------------------------------------- | ----- | ----- | ----- | ----- | ----- | ----- | ----- | ----- | ----- |
| Ventes mondiales                                         | 1,1   | 44    | 85    | 72    | 63    | 50    | 57    | 53    | 70    |
| Part de marché bus                                       | 0,1 % | 3,5 % | 5,6 % | 5,0 % | 5,6 % | 4,6 % | 5,2 % | 4,7 % | 6,0 % |
| Parc mondial                                             | 8,5   | 100   | 370   | 440   | 500   | 550   | 610   | 660   | 730   |
| Part de parc bus                                         | 0,1 % | 0,7 % | 2,2 % | 2,6 % | 3,1 % | 3,5 % | 3,9 % | 4,3 % | 4,9 % |
| Source des données : Agence internationale de l'énergie. |       |       |       |       |       |       |       |       |       |

En 2021, les ventes de bus électriques ont progressé de 40 % alors que le marché des bus stagnait. La Chine reste très majoritaire : 86000 ventes, loin devant l'Europe : 3000 ventes. La part de marché des bus électriques atteint 26 % en Chine, 6 % en Europe et 1 % aux États-Unis. L'Inde lance un appel d'offres pour plus de 5500 bus électriques. Le parc mondial de bus électriques atteint 670000 véhicules, soit environ 4 % de la flotte mondiale de bus.
En 2019, le marché chinois, quasi intégralement passé à l'électrique, représente environ 100 000 bus par an, et en Europe il s'est vendu 1 700 bus électriques.
Fin 2018, 425 000 bus électriques circulent dans le monde, dont 99 % (421 000) en Chine. La ville de Shenzhen avait déjà achevé en 2017 l’électrification complète de ses 16 359 bus. L’ensemble des villes européennes comptent seulement 2 250 bus électriques et celles des États-Unis 300. Les chercheurs du World Resource Institute ont analysé les efforts déployés dans 16 villes : le principal obstacle à l’adoption des bus électriques est le financement de l'investissement initial (le prix d’un autobus électrique se situe entre 300 000 et 900 000 $ ; aux États-Unis, il coûte en moyenne 750 000 $, contre 435 000 $ pour un bus diesel), pourtant rentable à long terme grâce aux économies de carburant et à la réduction des dépenses d’entretien et de maintenance, sans compter les gains en matière de santé publique grâce aux émissions de gaz polluants évitées. Une autre difficulté est la nécessité de mettre le réseau électrique à niveau (à Shenzhen la flotte de 16 000 bus consomme plus de 4 000 mégawattheures par jour) et développer une infrastructure de recharge.
En 2016, le monde comptait 27 constructeurs de bus électriques. La Chine populaire comptait 170.000 bus électriques en circulation, soit 98,3 % du marché.

### En Europe

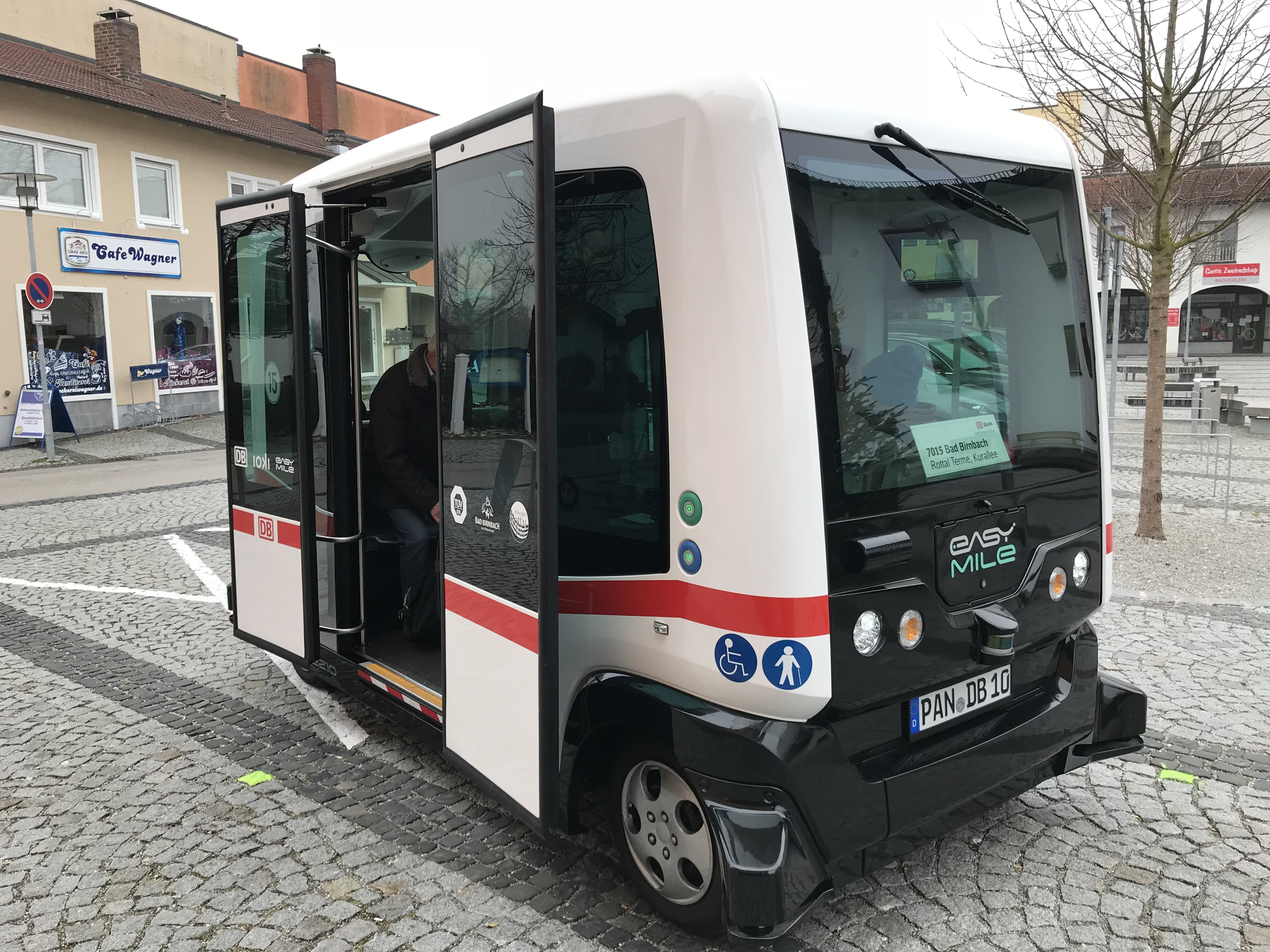
La EasyMile EZ 10 à Bad Birnbach par la Deutsche Bahn.

La Commission européenne publie le 14 février 2023 sa proposition législative sur les camions, bus et autocars dans le cadre de son Pacte vert pour l'Europe. Elle propose pour les bus un objectif de 100 % de nouveaux bus à zéro émission dès 2030.
En 2019, il s'est vendu 1 700 bus électriques en Europe.
En 2013, les bus électriques ne représentaient que  1,2 % de la flotte de bus en circulation, alors que 79 % des bus roulent au diésel. La société EasyMile déploie une solution de minibus, douze places, à Tallinn, Zoug et Bad Birnbach.
Le constructeur de bus britannique Wrightbus, célèbre pour ses bus rouges à impériale du Grand Londres, a reconverti son usine de Ballymena (Irlande du Nord)  à la fabrication de bus électriques à batteries ou à hydrogène, dont elle a vendu 400 unités en 2022, puis 623 en 2023, et espère passer le cap des 1000 unités dès 2024. jusqu'ici limitée à l'Irlande et au Royaume-uni, elle a reçu 150 commandes de villes allemandes. Selon l'association des constructeurs automobiles européens (Acea), le marché européen des bus neufs électriques a bondi de 39 % en 2023, à 5 166 immatriculations, soit 15,9 % du marché.
En 2024, la part des motorisations 100 % électrique ou hydrogène dans les ventes de bus en Europe atteint 49 %, selon l'ONG Transport et Environnement, qui prévoit que cette part pourrait atteindre 100 % en 2027. Les Pays-Bas, l'Islande et la Finlande atteignent déjà 100 %, la Norvège 99 % et le Luxembourg 98 %. La moyenne des pays de l'Union européenne est de 46 %. La France est seulement à 33 %, car 39 % des bus neufs carburent au gaz, plus économique. L'Allemagne est à 25 %, le Royaume-Uni à 56 % et l'Espagne à 57 %.

#### En Belgique
Les premiers autobus électriques de la Région flamande roulent avec De Lijn en octobre 2015.
À Bruxelles, les autobus de la ligne 33 sont tous électriques depuis la création de cette ligne le 1er juin 2018 et ceux (articulés avec rechargement aux terminus) de la ligne 64 le sont depuis 2019.

#### En France
De 2016 à 2017, quatre villes ont expérimenté la ligne de bus électrique : Marseille, Gaillac, Paris et Nice-Airport. Au 1er janvier 2017, le Ministère de la Transition Écologique et Solidaire dénombrait 1 267 bus hybrides et 415 bus électriques immatriculés en France.
Début 2018, la RATP et le syndicat des transports Île-de-France Mobilités testent 74 bus « 100% électriques » (avec batterie) et lancent (le 24 janvier) le plus important appel d’offres d’Europe (< 400 millions d’euros) pour l’achat de bus électriques (250  à   1 000 bus électriques commandés en 2 ans), pour atteindre avant 2025 une flotte "propre" alimentée par du biogaz pour 1/3 et par de l'électricité pour 2/3. Plusieurs constructeurs sont en concurrence pour ce marché (Heuliez, Bolloré et Alstom, mais aussi l'espagnol Irizar, le Polonais Solaris et les chinois BYD et Yutong (qui s'est associé à l'alsacien Dietrich Carebus).
En avril 2019, la RATP choisi les constructeurs français Heuliez Bus, Bolloré et Alstom pour lui fournir jusqu'à 800 bus électriques d'une taille standard de 12 mètres ; la première commande ferme se porte sur 150 véhicules, répartis équitablement entre les trois industriels, avec des livraisons qui s'échelonneront entre 2020 et 2022.
En 2019, Forsee Power, fabricant français de systèmes de batteries pour véhicules légers et pour bus, a livré 200 systèmes de batteries pour bus, en particulier à Heuliez et Alstom, et espère en vendre près du double en 2020.
Marseille a été la première ville française à lancer une ligne de bus 100 % électrique en 2016 ; sa Régie des transports métropolitains (RTM) annonce en janvier 2020 la conversion à l’électrique de sa flotte de 630 bus urbains à l’horizon 2035. À la fin 2020, 80 modèles hybrides et 20 électriques seront en circulation. À l’achat, un autobus à batterie coûte autour de 600 000 euros contre 280 000 € pour un modèle diesel classique, mais cet investissement est amorti par les économies de carburant réalisées : 4 000 € annuels d’électricité contre 27 000 € de budget énergie annuel pour un bus diesel. La RTM exploitera en 2035 un réseau de transport public entièrement électrique, car grâce au métro et au tramway, 65 % des voyages sont déjà réalisés en mode zéro-émission.
En février 2025, le réseau Île-de-France Mobilités annonce la mise en service de son 1000e bus électrique, sur 10 000 véhicules en circulation pour les transports en commun en région Île-de-France.
Pour des raisons techniques, il est temporairement impossible d'afficher le graphique qui aurait dû être présenté ici.

source du graphique : Ministère de la Transition écologique.

#### En Russie
A la fin de 2020, 570 bus électriques circulent à Moscou, dont 400 sont équipés du système de la société Drive Electro, avec des batteries au lithium-titane, qui permettent de rouler en pleine autonomie sur 50 kilomètres, puis de recharger au terminus en 12 minutes. Moscou compte passer à près de 1 000 bus électriques en 2021 et à 2 300 en 2023, soit un tiers de la flotte de transport terrestre municipale.

### En Amérique
En mai 2023, le Québec conclut un accord pour passer à l’électrique un quart de sa flotte de bus. Nova Bus remporte le contrat de construction de 1 229 autobus après un appel d’offres public lancé en avril 2022.

### En Afrique
En mai 2023, Oando Clean Energy Limited (OCEL), pétrolier devenu fournisseur d’énergie et basé au Nigeria, conclut un accord avec le constructeur chinois Yutong pour déployer d'ici 2030 12 000 bus électriques dans l’État de Lagos et installer les infrastructures nécessaires pour les recharger.